# Nati nel 1932/Maggio
| Questa pagina contiene informazioni ricavate automaticamente dalle voci biografiche con l'ausilio del template Bio e di un bot. L'aggiornamento è periodico e automatico e ricostruisce completamente la pagina. Se manca una persona in questa lista, sei pregato di non aggiungerla, ma accertati piuttosto che la sua voce biografica contenga il template Bio e che i dati anagrafici siano correttamente compilati. Se il template Bio manca, inseriscilo tu stesso o, in alternativa, metti l'avviso {{tmp\|Bio}} che ne segnala la mancanza. Se i dati riportati sono sbagliati, correggi direttamente la voce biografica; le modifiche saranno visibili in questa lista entro pochi giorni. Per chiarimenti vedi il progetto biografie. La lista contiene solo le 189 persone che sono citate nell'enciclopedia e per le quali è stato implementato correttamente il template Bio. Pagina aggiornata al 26 lug 2025. |

- 1º maggio - Donald Kagan, storico statunitense († 2021)
- 1º maggio - Franco Pannuti, oncologo italiano († 2018)
- 1º maggio - Armando Petrucci, paleografo, medievista e diplomatista italiano († 2018)
- 1º maggio - Franco Rosa, calciatore e allenatore di calcio italiano († 2022)
- 1º maggio - Antonio Subirana, pallanuotista spagnolo († 2010)
- 1º maggio - Sandy Woodward, ammiraglio britannico († 2013)
- 2 maggio - Bruce Glover, attore statunitense († 2025)
- 2 maggio - Robert LeBuhn, cestista statunitense († 2019)
- 2 maggio - Eeva Ruoppa, fondista finlandese († 2013)
- 2 maggio - Lucrecia Terán, cestista cilena († 2010)
- 2 maggio - Giorgio Vacchi, direttore di coro e etnomusicologo italiano († 2008)
- 3 maggio - Odysseus Eskitzoglou, velista greco († 2018)
- 3 maggio - Carlo Quattrucci, pittore, incisore e scultore italiano († 1980)
- 4 maggio - Giorgio Gusso, attore e doppiatore italiano († 1998)
- 4 maggio - Ernesto G. Laura, critico cinematografico, regista e saggista italiano († 2023)
- 4 maggio - Fausto Razzi, compositore italiano († 2022)
- 4 maggio - Lino Troisi, attore e doppiatore italiano († 1998)
- 4 maggio - Ivor Wood, animatore, regista e produttore televisivo britannico († 2004)
- 5 maggio - Carlo Bavagnoli, fotoreporter italiano († 2024)
- 5 maggio - Luigi Taramazzo, pilota automobilistico italiano († 2004)
- 6 maggio - Antal Bolvári, pallanuotista ungherese († 2019)
- 6 maggio - Lothar Vetterke, calciatore tedesco orientale († 1998)
- 6 maggio - Milly Vitale, attrice italiana († 2006)
- 6 maggio - Tatsuo Yoshida, fumettista giapponese († 1977)
- 7 maggio - Hans Boskamp, calciatore olandese († 2011)
- 7 maggio - Philippe Contamine, medievista francese († 2022)
- 7 maggio - József Csabai, allenatore di calcio e calciatore ungherese († 2023)
- 7 maggio - Pete Domenici, politico statunitense († 2017)
- 7 maggio - Herbert Holba, regista austriaco († 1994)
- 7 maggio - Jenny Joseph, poetessa, scrittrice e giornalista britannica († 2018)
- 7 maggio - Izidor Predan, giornalista, scrittore e poeta italiano († 1996)
- 7 maggio - Fufi Santori, cestista e allenatore di pallacanestro portoricano († 2018)
- 7 maggio - Derek Taylor, giornalista, scrittore e critico teatrale britannico († 1997)
- 8 maggio - Julieta Campos, scrittrice cubana († 2007)
- 8 maggio - Carlo Cossutta, tenore italiano († 2000)
- 8 maggio - Phyllida Law, attrice scozzese
- 8 maggio - Sonny Liston, pugile statunitense († 1970)
- 8 maggio - Justo Mullor García, arcivescovo cattolico spagnolo († 2016)
- 9 maggio - Javier Ambrois, calciatore uruguaiano († 1975)
- 9 maggio - Iosif Deutsch, pallanuotista rumeno († 1992)
- 9 maggio - Lino Mariani, giocatore di curling italiano
- 9 maggio - Geraldine McEwan, attrice britannica († 2015)
- 9 maggio - Alex McMillan, politico statunitense († 2024)
- 9 maggio - Roger Dumas, attore francese († 2016)
- 9 maggio - Theo Schönhöft, calciatore tedesco († 1976)
- 10 maggio - Don Bielke, cestista e allenatore di pallacanestro statunitense († 2023)
- 10 maggio - Pedro Cayco, nuotatore filippino
- 10 maggio - Pino Grioni, pittore, scultore e ceramista italiano († 2020)
- 10 maggio - Christiane Guhel, danzatrice su ghiaccio francese († 2023)
- 10 maggio - Boris Vladimirovič Jašin, regista sovietico († 2019)
- 10 maggio - Kōsei Kamo, tennista giapponese († 2017)
- 10 maggio - Desmond Koch, discobolo statunitense († 1991)
- 10 maggio - Christiane Kubrick, attrice, pittrice e cantante tedesca
- 10 maggio - Michel Leblond, allenatore di calcio e calciatore francese († 2009)
- 11 maggio - Ján Hucko, calciatore e allenatore di calcio cecoslovacco († 2020)
- 11 maggio - Francisco Umbral, scrittore e giornalista spagnolo († 2007)
- 11 maggio - Valentino, stilista italiano
- 11 maggio - Mustafa Tlass, generale e politico siriano († 2017)
- 12 maggio - Ettore Bentsik, dirigente d'azienda e politico italiano († 1998)
- 12 maggio - Umberto Bindi, cantautore, compositore e pianista italiano († 2002)
- 12 maggio - Massimo Felisatti, regista, sceneggiatore e scrittore italiano († 2016)
- 12 maggio - Krishnajirao III, principe indiano († 1999)
- 12 maggio - René Ramos Latour, rivoluzionario cubano († 1958)
- 12 maggio - Fernando Madeira, nuotatore e pallanuotista portoghese († 2025)
- 12 maggio - Ingo Maurer, designer e imprenditore tedesco († 2019)
- 12 maggio - Thomas Mensah, giurista ghanese († 2020)
- 12 maggio - Walter Wanderley, pianista, organista e musicista brasiliano († 1986)
- 13 maggio - Yuri Ahronovich, direttore d'orchestra israeliano († 2002)
- 13 maggio - Miguel Arcanjo, ex calciatore portoghese
- 13 maggio - Gianni Boncompagni, conduttore radiofonico, paroliere e autore televisivo italiano († 2017)
- 13 maggio - Bianca Maria Fusari, attrice italiana
- 13 maggio - Daniel Hodge, wrestler e lottatore statunitense († 2020)
- 13 maggio - Aime Kraus, ex cestista sovietica
- 13 maggio - Renato Luosi, calciatore italiano († 2014)
- 13 maggio - Emilio Mendogni, pilota motociclistico italiano († 2008)
- 13 maggio - Gilberto Milani, dirigente sportivo e pilota motociclistico italiano († 2021)
- 13 maggio - Pedro Morales Torres, allenatore di calcio cileno († 2000)
- 13 maggio - Ireneusz Paliński, sollevatore polacco († 2006)
- 13 maggio - Jurij Afanas'evič Šnyrёv, regista sovietico († 2013)
- 14 maggio - Klaus Bodinger, nuotatore tedesco († 1994)
- 14 maggio - Richard Estes, pittore statunitense
- 14 maggio - Bob Johnston, produttore discografico statunitense († 2015)
- 14 maggio - Guido Mazzinghi, pugile italiano († 1996)
- 14 maggio - Giuseppe Rosato, poeta, scrittore e critico letterario italiano
- 14 maggio - Kenji Sahara, attore giapponese
- 15 maggio - Ahmed Naseer Bunda, hockeista su prato pakistano († 1993)
- 15 maggio - John Glen, regista e montatore britannico
- 15 maggio - Harry Hilker, pallanuotista tedesco († 2005)
- 15 maggio - Braj Kachru, linguista indiano († 2016)
- 15 maggio - Jean Ramez, schermidore francese († 2020)
- 15 maggio - Turgay Şeren, allenatore di calcio e calciatore turco († 2016)
- 15 maggio - Chavalit Yongchaiyudh, politico e generale thailandese
- 16 maggio - Paolo Pesci, politico italiano
- 17 maggio - Emilio Achacoso, ex cestista filippino
- 17 maggio - Antonio Casale, attore cinematografico italiano († 2017)
- 17 maggio - Luisa Guidotti Mistrali, medico e missionaria italiana († 1979)
- 17 maggio - David Izenzon, contrabbassista statunitense († 1979)
- 17 maggio - Ryszard Pędrak, slittinista polacco († 2004)
- 17 maggio - Frank Tidy, direttore della fotografia britannico († 2017)
- 17 maggio - Miloslav Vlk, cardinale e arcivescovo cattolico ceco († 2017)
- 18 maggio - Arduino Agnelli, politico italiano († 2004)
- 18 maggio - Italo Briccola, politico italiano († 2023)
- 18 maggio - František Srna, motociclista slovacco († 1973)
- 18 maggio - Dean Tavoularis, scenografo statunitense
- 19 maggio - Alma Cogan, cantante britannica († 1966)
- 19 maggio - Paul Erdman, scrittore statunitense († 2007)
- 19 maggio - Bill Fitch, allenatore di pallacanestro e dirigente sportivo statunitense († 2022)
- 19 maggio - Raoul Giraudo, calciatore francese († 1995)
- 19 maggio - Elena Poniatowska, scrittrice e giornalista messicana
- 19 maggio - Amaury de Almeida Nóbrega, ex calciatore brasiliano
- 20 maggio - Adriano De Zan, giornalista, telecronista sportivo e conduttore televisivo italiano († 2001)
- 20 maggio - Altan Dinçer, cestista e allenatore di pallacanestro turco († 2010)
- 20 maggio - Amélie Rorty, filosofa statunitense († 2020)
- 20 maggio - Pietro Pastorelli, storico italiano († 2013)
- 20 maggio - Ahmed Piro, cantante marocchino († 2024)
- 20 maggio - Carlo Quintavalle, giornalista e scrittore italiano († 1989)
- 20 maggio - Dieter Rams, designer tedesco
- 20 maggio - Antonio Suárez, ciclista su strada spagnolo († 1981)
- 20 maggio - Remo Tomasi, pattinatore di velocità su ghiaccio e arbitro di hockey su ghiaccio italiano († 2013)
- 20 maggio - Yosef Hayim Yerushalmi, storico statunitense († 2009)
- 21 maggio - Enrico Filippini, giornalista e traduttore svizzero († 1988)
- 21 maggio - Graham Gipson, velocista australiano († 2023)
- 21 maggio - Inese Jaunzeme, giavellottista sovietica († 2011)
- 21 maggio - Hayao Nakayama, imprenditore giapponese
- 21 maggio - Laura Rizzoli, attrice, doppiatrice e direttrice del doppiaggio italiana († 2020)
- 21 maggio - Jean Stablinski, ciclista su strada francese († 2007)
- 21 maggio - Ann Stephens, cantante e attrice inglese († 1966)
- 21 maggio - Gabriele Wohmann, scrittrice tedesca († 2015)
- 22 maggio - Carlo Alfano, pittore e scultore italiano († 1990)
- 22 maggio - Gustavo Buratti, scrittore, poeta e giornalista italiano († 2009)
- 22 maggio - John Mackenzie, regista scozzese († 2011)
- 22 maggio - Elio Pentassuglia, cestista e allenatore di pallacanestro italiano († 1988)
- 23 maggio - Darío Amaral, ex schermidore brasiliano
- 23 maggio - Ilva Ligabue, soprano italiano († 1998)
- 23 maggio - Dino Sani, allenatore di calcio e ex calciatore brasiliano
- 24 maggio - Fernando Di Laura Frattura, politico italiano († 2015)
- 24 maggio - Göran Larsson, nuotatore svedese († 1989)
- 24 maggio - Kiril Rakarov, calciatore bulgaro († 2006)
- 24 maggio - Paolo Washington, basso italiano († 2008)
- 24 maggio - Arnold Wesker, drammaturgo inglese († 2016)
- 25 maggio - Roger Bowen, attore statunitense († 1996)
- 25 maggio - John Gregory Dunne, scrittore, sceneggiatore e giornalista statunitense († 2003)
- 25 maggio - Pasquale Gialluisi, arbitro di calcio italiano († 2001)
- 25 maggio - K.C. Jones, cestista e allenatore di pallacanestro statunitense († 2020)
- 25 maggio - Domenico Portera, storico e saggista italiano († 2006)
- 25 maggio - Frédéric Randriamamonjy, politico, diplomatico e scrittore malgascio († 2025)
- 25 maggio - Joaquim Pedro de Andrade, regista e sceneggiatore brasiliano († 1988)
- 26 maggio - Roy Bailey, allenatore di calcio e calciatore inglese († 1993)
- 26 maggio - Frank Beyer, regista e sceneggiatore tedesco († 2006)
- 26 maggio - Friedrich Wilhelm Gerber, pastore protestante tedesco († 2014)
- 26 maggio - Ian Greaves, allenatore di calcio e calciatore inglese († 2009)
- 26 maggio - Alvin Ing, attore e cantante statunitense († 2021)
- 26 maggio - Luigi Mazzella, giurista e politico italiano
- 26 maggio - Ron Meredith, ex pallanuotista sudafricano
- 26 maggio - Knut Sandengen, calciatore norvegese († 1969)
- 27 maggio - Steve Franken, attore statunitense († 2012)
- 27 maggio - Roy Stephenson, calciatore inglese († 2000)
- 27 maggio - José Varacka, allenatore di calcio e calciatore argentino († 2018)
- 27 maggio - Gennadij Šatkov, pugile sovietico († 2009)
- 28 maggio - Chiquito de la Calzada, attore, comico e cantante spagnolo († 2017)
- 28 maggio - Henning Christiansen, compositore e artista danese († 2008)
- 28 maggio - Paquito Diaz, attore e regista filippino († 2011)
- 28 maggio - Dušan Lukášik, cestista e allenatore di pallacanestro cecoslovacco († 2010)
- 29 maggio - Mario Ciancio Sanfilippo, giornalista e imprenditore italiano
- 29 maggio - Gábor Delneky, schermidore ungherese († 2008)
- 29 maggio - Paul R. Ehrlich, ambientalista, biologo e entomologo statunitense
- 29 maggio - Jack Grech, calciatore maltese († 2003)
- 29 maggio - Richie Guerin, ex cestista, allenatore di pallacanestro e dirigente sportivo statunitense
- 29 maggio - Rune Jansson, lottatore svedese († 2018)
- 29 maggio - Karl Ridderbusch, basso tedesco († 1997)
- 30 maggio - Miguel Ángel Bustos, poeta, pittore e critico letterario argentino († 1976)
- 30 maggio - Ray Cooney, commediografo, drammaturgo e attore britannico
- 30 maggio - Solomon Golomb, matematico statunitense († 2016)
- 30 maggio - Walter Kintsch, psicologo statunitense († 2023)
- 30 maggio - Rosa de Castilla, cantante e attrice messicana († 2022)
- 30 maggio - Dino Nardin, canottiere italiano († 2010)
- 30 maggio - Pauline Oliveros, fisarmonicista, compositrice e teorica musicale statunitense († 2016)
- 30 maggio - Giulio Platone, attore e doppiatore italiano († 2003)
- 30 maggio - Ivor Richard, politico britannico († 2018)
- 30 maggio - Richard Sapper, designer tedesco († 2015)
- 31 maggio - Gino Bianco, giornalista italiano († 2005)
- 31 maggio - Vladimiro Caminiti, giornalista, scrittore e poeta italiano († 1993)
- 31 maggio - Dora Damjanova, cestista bulgara († 2023)
- 31 maggio - Glyn Davies, calciatore e allenatore di calcio inglese († 2013)
- 31 maggio - Mario Mannucci, copilota di rally italiano († 2011)
- 31 maggio - Jay Miner, informatico statunitense († 1994)
- 31 maggio - Hanno Selg, pentatleta sovietico († 2019)
- 31 maggio - William Thoresson, ex ginnasta svedese
- 31 maggio - Giovanni Veglianetti, calciatore e allenatore di calcio italiano († 2010)